# Emergi
Emergi (engelska: emergy) är den sammanlagda tillgängliga mängd energi som, direkt eller indirekt, har förbrukats för att tillverka en produkt eller tjänst. Emergi mäts i enheten emjoules (Em) och kan ses som energi-minnet eller energi-rikedomen som finns i den produkt, tjänst eller system som studeras. Emergi räknas ofta om i sol-ekvivalenta joules (seJ) för att lättare kunna användas i beräkningar och för jämförelser.

## Bakgrund
Emergi har sitt ursprung i termodynamiken och då dess första huvudsats som säger att "energi bevaras; den kan varken skapas eller förstöras men dess form kan förändras". 1922 publicerade Alfred J. Lotka sin Contribution to the Energetics of Evolution som av flera bedömare anses vara början på en definition av ekologisk termodynamik, där förmågan att ta tillvara den tillgängliga energin som finns i omgivningen är direkt kopplat till sannolikheten för ett levande system att överleva och utvecklas. Lotka har påpekat att det är den tillgängliga energin (exergi) som ska beräknas. Under 1970-talet så utvecklades Lotkas princip av Howard T. Odum som definierade sin Maximum Empower Principle (MEP) som en universell princip för att kunna användas som en fjärde termodynamisk lag. 

Utifrån detta arbete så formulerade Odum 1973 ett uttryck för Emergi:
Energi mäts med kalorier, btu, kilowattimmar och andra likvärdiga enheter, men energi har en kvalitetsskala som inte indikeras av dessa åtgärder. Förmågan att utföra arbete för människan beror på energikvaliteten och kvantiteten. Detta kan mätas med mängden energi av en lägre kvalitet som krävs för att utveckla den högre kvaliteten. Skalan av energi går från spritt solljus upp till växtmaterial, till kol, från kol till olja, till elektricitet och upp till de högkvalitativa  ansträngningarna för dator- och mänsklig informationsbehandling.
Termen Emergi (Emergy) kommer ursprungligen från australiensaren David Scienceman, gästforskare vid University of Florida, som 1986 föreslog termen emergy och emjoule eller emcalorie som måttenhet för att särskilja nya enheter från enheter med tillgänglig energi. Termen är en utveckling från uttrycket förkroppsligad energi som användes i början av 1980-talet för att visa på skillnader i energikvalité gällande produktionskostnader. På den tiden användes också en kvalitetsfaktor i kalorier/joule för den energi som transformerats från en energi till en annan, vilket följde utifrån Odums tabell med energikvalitetsfaktorer från 1975. Grunden och baslinjen för utvärdering av former av energi och resurser har förändrats från organiskt material och fossila bränslen till att nu beräknas på solenergi seJ (Solar Emergy per Joule).

### Transformitet
Transformitet är en viktig del i emgeri och emergianalys. Alla former av energi är inte likvärdig även om de alla kan konverteras till värme. Den stora skillnaden är dess möjlighet att skapa arbete och därmed vilken kvalité den har. Genom att beräkna hur mycket energi av en sort som används för att skapa en enhet av en annan sort kan energi-minnet beräknas genom att använda energins transformitet. Om det behövs 4 enheter seJ av en råvara och 2 enhet seJ av arbete för att tillsammans tillverka 1 J elektricitet kan råvaran sägas ha 6 seJ/J i transformitet. Som exempel kan vara ett vedträ som har använt tidigare energi som lagrats i trädet (via solljus och vatten), arbetet med att fälla trädet och hugga ved samt transportera det till brasan. Den tillgängliga energin kan sedan förbrukas i en brasa där den då degraderas ner till värme. Emergi är då all energi som tidigare är använd för att skapa vedträet. Transformiteten, emergi per enhet energi, sej/J kan ses som ett universellt kvalitetsmått (produkt) eller effektivitetsmått (process).

## Begrepp

### Flödeslinjer
Flödeslinjerna visar på flöden mellan enheter och ritas som linjer vilka avslutas med en pil i den riktning som flödet tar. Pilar med heldragen linje visar på flöden av ren energi, material och information. Pilar med streckade linjer visar på monetära flöden. Ska något flöde markeras speciellt används prickade eller färgade linjer.

### Kylfläns
Kylflänsen (Heat sink) representerar slutstationen för använd energi som inte kan användas för ytterligare arbete. Enligt termodynamikens andra huvudsats behövs alltid denna i varje transformation av energi. Inget material, tillgänglig energi eller användbar information kan komma ut till kylflänsen utan enbart slutanvänd energi. Kylflänsen placeras ofta direkt i början på botten av diagrammet.

### Kraftkälla
En kraftkälla (Source) är en enhet som förser enheter inom ramen med ett flöde utifrån och in genom systemramen. Flödet kan vara ren energi, material, information osv. Placeringen av flödet är utanför systemramen och ovanför dess mitt. Enheterna ordnas utifrån dess transformitetsvärde, så att solljus är längst till vänster och information/tjänster längst till höger. Exempel på olika varianter av kraftkällor är solljus, vatten, vind, kväve, bergvärme osv.

### Lager
Ett lager (Storage tank) är där mängder det aktuella flödet kan lagras. In-flöde och ut-flöde till ett lager måste vara av samma typ och med samma enhet. Exempel på olika varianter av lager är biomassa, vattenreservoar, mineraler, infrastruktur, en bildbank osv.

### Producent
En producent (Producer) är en enhet som tar emot flera flöden för att kunna tillverka en produkt eller tjänst. Inom producenten kan det inkluderas ett lager av produkten/tjänsten innan den flödar vidare i systemet. Exempel på olika varianter av producenter är skog, savann, jordbruk, ekosystem osv.

### Förbrukare
En förbrukare (Consumer) är en enhet som konsumerar av flödet och kan även ge återkoppling inom systemet och/eller generera ett fortsatt flöde. Exempel på olika varianter av förbrukare är människor, djur, marknaden osv.

### Växel
En växel (Switch) är en enhet som kan styra flöden. De konkava sidorna representerar själva på/av-processen och huvudflödet passerar från en sida till den andra. Kontrollflödena ansluts i överkant av enheten. Exempel på olika varianter av växlar kan vara brand, jordbävning, översvämningar och reproduktiva åtgärder.

### Interaktion
Interaktion (Interaction) är en enhet som används när två eller flera flöden behövs för en process. Flöden ansluts från vänster till höger i rangordning från deras transformitet. Ut-flödet från enheten bör vara till höger eftersom transformationen från interaktionen bör vara av högre kvalité än innan. Interaktionen kan ses som en producent av ut-flöde som en funktion av dess in-flöde. Exempel på olika varianter av interaktioner kan vara djur och växtliv, konsumenter osv.

### Transaktion
Transaktion (Exchange transaction) är en enhet som omvandlar flöden från en typ till en annan, oftast är det ett utbyte mot pengar.

## Systemdiagram

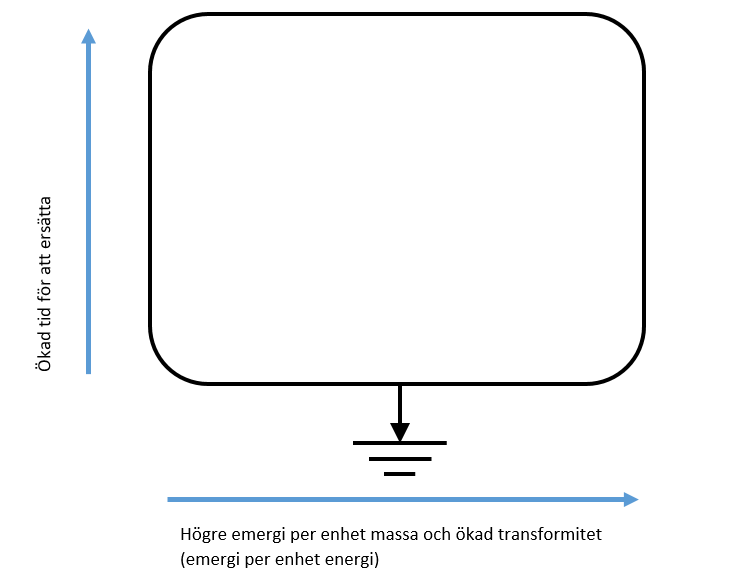
Figur 1 - Systemdiagram Emergi

För att beskriva systemet med dess inramning samt in-/ut-flöden och interna processer så används ett hierarkiskt systemdiagram (se figur 1). Diagrammets ram visar på det valda systemets gränser och läses från vänster till höger där enheter placerade längre till höger innebär ökad emergi per enhet massa och ökad transformitet. Energiomvandling i ett slutet system innebär att entropin inom systemet alltid kommer att vara konstant (enligt termodynamikens andra huvudsats) och systemet gå mot jämtvikt. I ett emergi-diagram kommer således energi-överföringen (J) att minska från vänster till höger men transformiteten (sej/J) kommer att öka från vänster till höger.

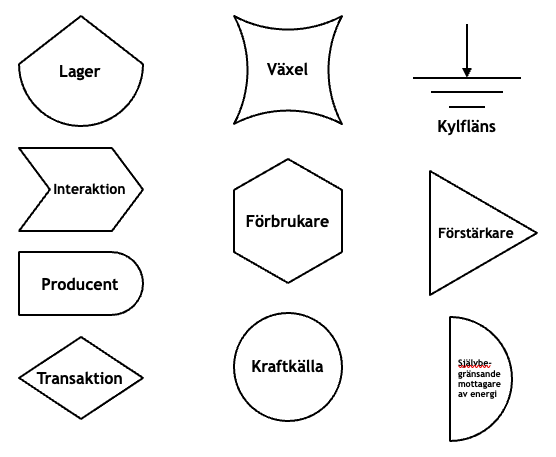
Figur 2 - Enhetssymboler för Emergi-diagram

Enheter placerade längre upp i diagrammet är sådana enheter med en ökad tid för att ersätta. Detta innebär att exempelvis enklare molekyler befinner sig nere till vänster och komplexa informationssystem befinner sig uppe till höger i diagrammet. Systemramen begränsar det system som studeras och kan vara enskilda processer, produkter, kompletta system, stad, land osv. In-flöden till enheter inom det studerade systemet befinner sig utanför ramen vilket även gäller mottagare av ut-flöden som också befinner sig utanför systemramen. Enheter som bidrar och/eller studeras ritas ut som symboler och mellan dessa finns flöde, vilket visas genom flödeslinjer. Det är möjligt att utföra olika typer av beräkningar via emergi-algebra. Symbolerna kan även ritas med egna system och egna symboler/flöden inom sig. Symbolerna är standardiserade enligt figur 2.

### Exempel på olika typer av emergi-diagram
I  figur 3 visas ett enkelt flöde hur kraftkällan utanför systemet bidrar med energi till producenten som i sin tur bidrar med transformerad energi till en förbrukare som ger viss återkoppling till producenten. All energi kan inte flöda mellan producenten och förbrukaren utan viss energi kommer att försvinna ur systemet till kylflänsen.

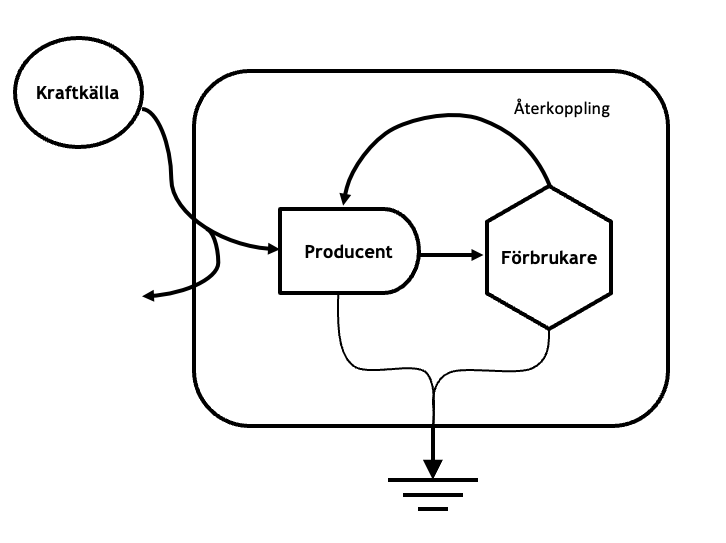
Figur 3 - Exempel på enkelt flöde i ett Emergi-diagram

I figur 4 visas ett exempel på ett förenklat flöde i ekosystemet för en skog. Solljuset bidrar med energi till växter som blir till biomassa för djur- och växtlivet i skogen. Djur och vissa växter (exempelvis svamp) konsumerar biomassan och när dessa konsumenter dör kommer de delvis att återvinnas som näringsämnen tillbaka till producenten. All energi kan inte flöda mellan producenten och förbrukaren utan viss energi kommer att försvinna ur systemet till kylflänsen.

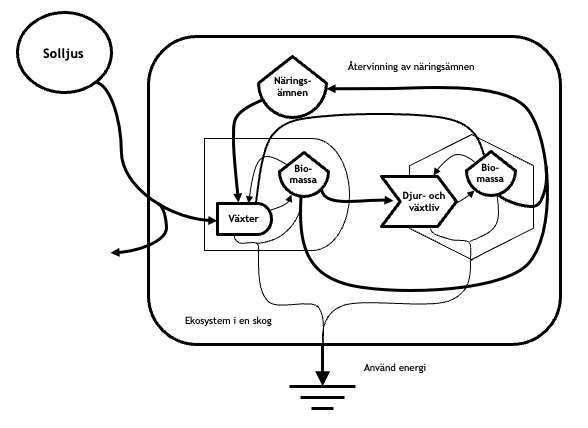
Figur 4 - Exempel på ett ekosystem i en skog beskrivet i ett Emergi-diagram

## Definitioner och enheter
Standardiseringen av definitioner och enheter har utvecklats från H.T. Odum ursprungliga teorier och förvaltas av The International Society for the Advancement of Emergy Research vilket också fick stöd från H.T. Odum i augusti 2002, kort före hans bortgång den 11 september 2002. Vid Mittuniversitetets Emergy Scandinavia symposium 2019 så föreslogs nedanstående svenska översättning av emergi-terminologin:
| Uttryck             | Definition | Förkortning                                                                                         | Enhet                      |
| ------------------- | --- | --------------------------------------------------------------------------------------------------- | -------------------------- |
| Emergi              | Mängden tillgänglig energi (exergi) av ett slag, vanligen solenergi som direkt och indirekt förbrukats för att generera en vara eller tjänst | Em                                                                                                  | sej (Solekvivalenta joule) |
| Emergiflöde         | Varje flöde av emergi som är associerad med ett flöde av energi eller material till ett system eller en process                              | R=förnybara flöden N=icke förnybara flöden F=importerade flöden S=direkt/indirekt nödvändigt arbete | sej*tid-1                  |
| Bruttoemergiprodukt | Total årlig emergi för en nationell eller regional ekonomi                                                                                   | GEP                                                                                                 | sej*år-1                   |

| Utryck                           | Definition                                                                   | Förkortning | Enhet        |
| -------------------------------- | ---------------------------------------------------------------------------- | ----------- | ------------ |
| Transformitet                    | Emergi för att generera ett flöde eller lager av tillgänglig energi av något | Tr          | sej*J-1      |
| Specifik emergi                  | Emergi för att generera ett flöde eller lager av massan av något             | SpEm        | sej*g-1      |
| Emergiintensiteten för en valuta | Emergi för genererandet av BNP i en nation, region eller process             | EIC         | sej*valuta-1 |

| Uttryck        | Definition                                     | Förkortning | Enhet       |
| -------------- | ---------------------------------------------- | ----------- | ----------- |
| Emergidensitet | Emergi för en volymenhet av ett givet material | EmD         | sej*volym-3 |

| Uttryck               | Definition                          | Förkortning | Enhet             |
| --------------------- | ----------------------------------- | ----------- | ----------------- |
| Emergikraft           | Emergi per tidsenhet                | EmP         | sej*tid-1         |
| Emergikraftintensitet | Emergi per tidsenhet och ytenhet    | EmPI        | sej*tid-1*area-1  |
| Emergikraftdensitet   | Emergi per tidsenhet och volymenhet | EmPd        | sej*tid-1*volym-1 |